# 布尔根兰州圣马尔加勒滕
布尔根兰州圣马尔加勒滕是奥地利布尔根兰州艾森斯塔特城郊县的一个市镇。总面积26.54平方公里，总人口2761人，人口密度104.0人/平方公里（2001年）。